# Anders Nordström (läkare)
Anders Enar Nordström, född 9 mars 1960 i Skarpnäcks församling i Stockholms stad, är en svensk läkare och ämbetsman. 

## Utbildning och yrkesliv
Anders Nordström utbildade sig till läkare på Karolinska Institutet i Stockholm. Han har arbetat för Svenska Röda Korset i Kambodja, för Internationella Rödakorskommittén i Iran samt på SIDA i tolv år, bland annat som chef för hälsovårdssektionen och som biståndskontorschef i Zambia. 
År 2002 var Anders Nordstöm interimistisk chef för den Globala fonden mot aids, tuberkulos och malaria med säte i Genève och blev biträdande generaldirektör vid Världshälsoorganisationen (WHO) i juli 2003. Vid generaldirektör Lee Jong-wooks frånfälle i maj 2006 blev han tillförordnad generaldirektör fram till Margaret Chans tillträde i januari 2007. 
Anders Nordström var generaldirektör för Sida 2008–2010. Förordnandet avslutades efter beslut av regeringen 2010, varvid som skäl angavs att Sidas ledning inte kommit tillrätta med uppmärksammade verksamhetsmässiga, ekonomiska och organisatoriska brister i myndigheten. Sedan augusti 2010 är Anders Nordström ambassadör vid Utrikesdepartementet med särskilt ansvar för hiv/aids-frågor.